# 아스킨스키군

아스킨스키 군의 위치

아스킨스키군(러시아어: Аскинский район, 바시키르어: Асҡын районы)은 바시키르 공화국에 위치한 군으로 우파강이 흐른다. 페름 지방과 스베르들롭스크 주에 접해 있다.
중심지는 아스키노(Аскино)이고, 우파에서 213km 떨어져 있다. 1935년 1월에 설치되었고 면적이 2542 km2이다. 인구는 2만4,200명(1995년)이다. 주민은 바시키르인, 타타르족, 러시아인으로 구성되어 있다. 1인당 인구 밀도는 1km2당 9명이다. 76개의 마을이 존재하고 주요 마을은 아스키노(Аскино, 5,800명, 1989년), 쿠비야지(Кубиязы, 1,400명)이다. 러시아어 신문인 «나데즈다(Надежда)»와 타타르어 신문인 «이샤니치(Ышаныч)»가 발간된다.